# Kálmán Babay
Kálmán Babay (n.7 decembrie 1862, Gárdony-d.29 aprilie 1933, Balatonkenese) a fost un scriitor, poet și romancier, a fost un preot reformat maghiar.